# Judgment Day: The John List Story
Judgment Day: The John List Story är en amerikansk TV-film från år 1993 som regisserades av Bobby Roth. Filmen är baserad på en sann historia.

## Handling
På ytan är John List en helt vanlig man som går till jobbet varje dag, respekteras av grannarna och går i kyrkan varje söndag. Men en dag hittar polisen Johns fru Helen och deras tre barn brutalt mördade och det är uppenbart att John är mördaren. John har lämnat två brev till polisen och till en präst och sedan försvunnit spårlöst.
Polischefen Bob Richland äcklas av morden och sätter genast igång en intensiv mordutredning. Men jakten på John List pågår väldigt länge.

## Om filmen
John List mördade sin familj år 1971 och lyckades hålla sig undan rättvisan fram till år 1989, och det har gjorts fler filmer om honom. En av de filmerna heter The Stepfather och kom år 1987.
Robert Blake spelar John List och Carroll Baker spelar Alma List, Johns mamma. I verkligheten är Baker bara två år äldre än Blake.

## Rollista i urval
- Robert Blake - John List
- Beverly D'Angelo - Helen List
- David Caruso - Bob Richland
- Melinda Dillon - Eleanor
- Alice Krige - Jean Syfert
- David Purdham - Gene Syfert
- Carroll Baker - Alma List
- Tom Butler - Michael Linder